# Maria Solana da Conceição Soares Fernandes
Maria Solana da Conceição Soares Fernandes  (* 2. Oktober 1966 in Dili, Portugiesisch-Timor) ist eine Politikerin und Juristin aus Osttimor. Sie ist Mitglied der FRETILIN und ihrer Frauenorganisation, der Organização Popular de Mulheres Timorense (OPMT).
Fernandes wurde bei den Wahlen 2001 auf Platz 32 der FRETILIN-Liste in die Verfassunggebende Versammlung gewählt, aus der mit der Entlassung in die Unabhängigkeit am 20. Mai 2002 das Nationalparlament Osttimors wurde. In der Versammlung wurde Fernandes Mitglied des Komitees zur Systematisierung und Harmonisierung. Bei den Parlamentswahlen in Osttimor 2007 trat Fernandes nicht mehr an.
Am 26. November 2014 wurde Fernandes nach erfolgreicher Ausbildung zur Richterin ernannt. Sie war danach am Distriktsgericht Dili tätig. 2018 war Fernandes Mitglied des Conselho Superior da Magistratura Judicial (CSMJ).